# 237 a.C.
Il 237 a.C. (CCXXXVII a.C. in numeri romani) è un anno  del III secolo a.C.

## Eventi
- Amilcare Barca soffoca la rivolta dei mercenari cartaginesi ribellatisi a causa di riduzioni di salari arretrati.
- Sardi Iliensi e cartaginesi soffocano la rivolta dei mercenari che era sfociata anche nell'isola.
- Quinto Fulvio Flacco il vecchio copre la carica di console.
- Tolomeo III Evergete I nel suo X anno di regno, il 23 agosto inizia la costruzione del Tempio di Edfu

## Morti
- Farnabazo I d'Iberia, re (n. 325 a.C.)
- Mato, condottiero cartaginese
- Pirro II, re